# Château de Romécourt
Le château de Romécourt est situé à Azoudange dans le département de la Moselle, dans le parc naturel régional de Lorraine, au milieu des forêts et des étangs du pays de Sarrebourg. Il fait l'objet d'une inscription sur l'Inventaire supplémentaire des monuments historiques depuis le 28 décembre 1976.

## Construction
Le château a été construit par Michel l’Enfant en 1564 et fut surnommé alors Kinthaus (maison de l'Enfant).
Il sera ensuite complété aux XVIIe et XIXe siècles par les aménagements des écuries et de l’intérieur de la chapelle.

## Architecture
Les façades, le puits et les toitures du château de Romécourt sont inscrits à l’inventaire des monuments historiques.
Fait rare et exceptionnel pour un château de Lorraine, la bâtisse est tout en brique. Renaissance oblige, la façade reprend des motifs géométrique en losanges que l’on retrouve notamment sur les portes. L’accès au château est permis par les portes « de France » et « d’Allemagne » construites en pierres de taille dont le travail de bossage rappelle la situation géographique du château de Romécourt près d’une ancienne frontière entre France et Allemagne.

## Parc et forêts
Le domaine de Romécourt s’étend sur 300 hectares de forêts, de champs et de nature. Le parc à l’anglaise est ombragé de grands arbres centenaires. On y trouve deux gorges creusées pour extraire la terre nécessaire à la fabrication des briques et des tuiles du château[source insuffisante].

## Chapelle
La chapelle du château a été lieu de culte de la paroisse jusqu’en 1793. Un des vitraux représente saint Louis et Hugues de Martimprey accompagnant le roi aux croisades. Depuis 1698, la chapelle castrale a servi de sépulture à la famille de Martimprey de Romécourt[source insuffisante].